# Tucker Sno-Cat

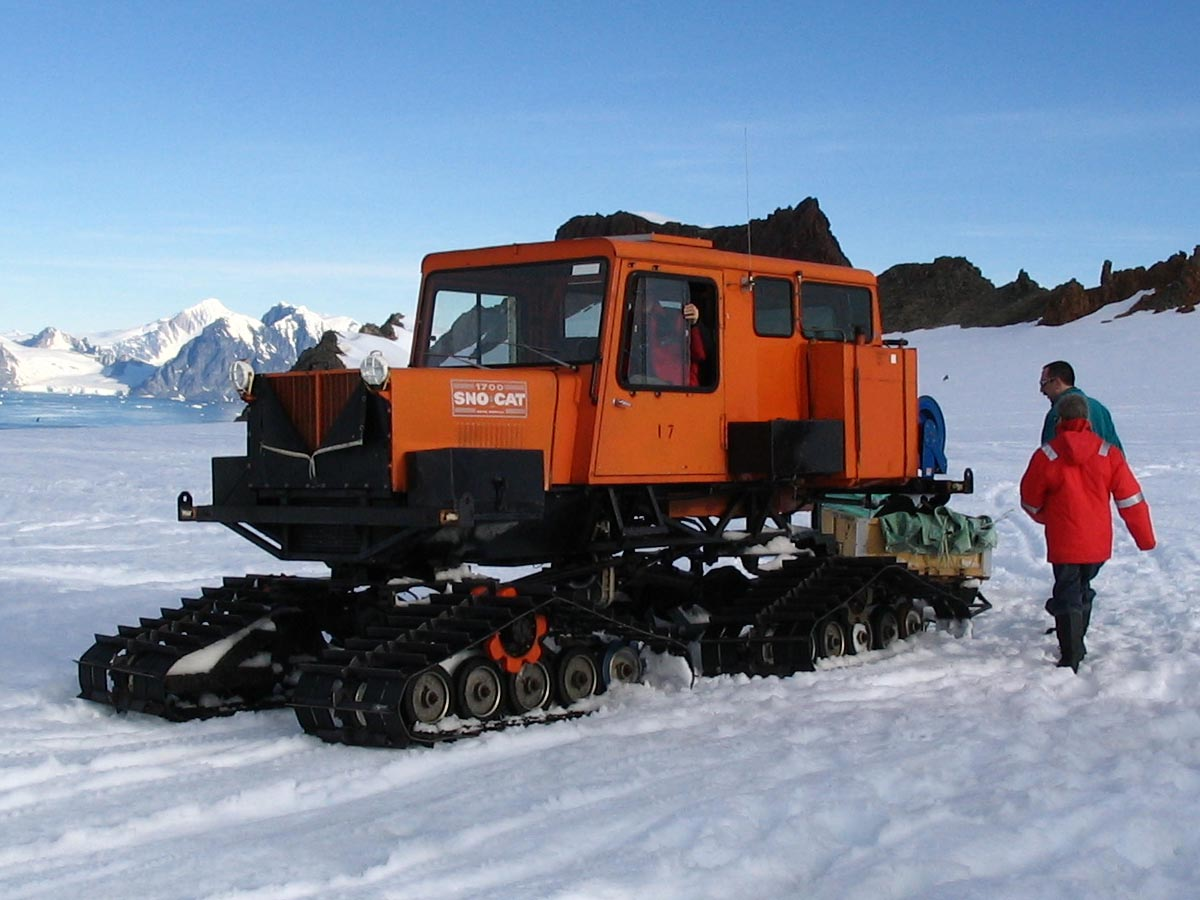
Sno-Cat на станції Ротера

Tucker Sno-Cat — марка гусеничних тягачів для пересування в снігах, що виробляють у Медфорді (Орегон). Різні моделі використовувались для експедицій в Арктику та Антарктику протягом другої половини 20 століття. Він відрізняється від інших снігових машин класу «снігові коти» використанням чотирьох незалежно встановлених наборів гусениць.

## Участь в експедиціях
Під час Трансантарктичної експедиції Британської Співдружності було використано 5 «снігових котів» цієї марки. Наразі вони знаходяться у музеях Antique Gas and Steam Engine Museum (США), Canterbury Museum (Нова Зеландія) та Science Museum at Wroughton (Велика Британія).

## Галерея

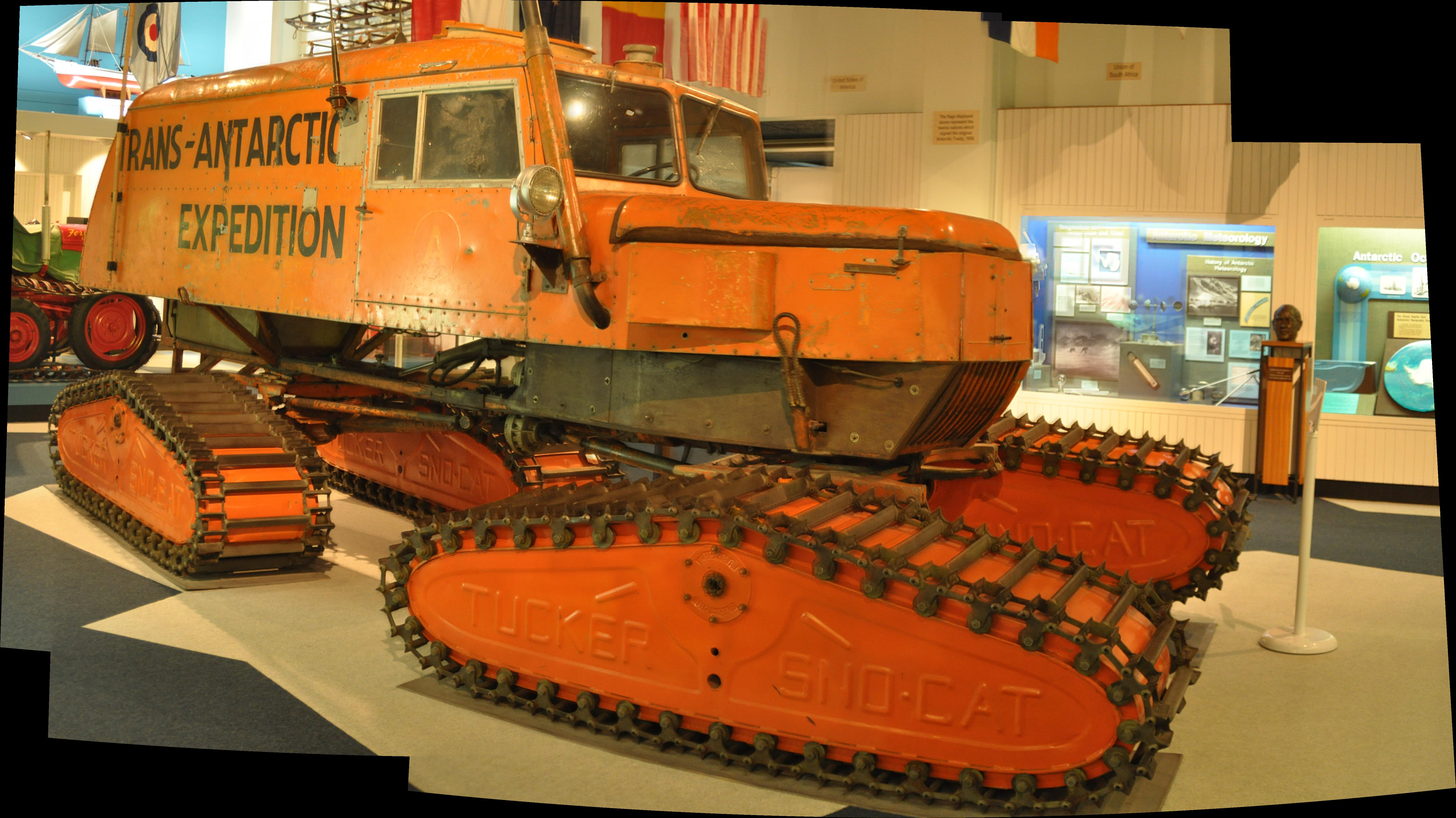
Tucker Sno-Cat з Трансантарктичної експедиції Британської Співдружності в музеї
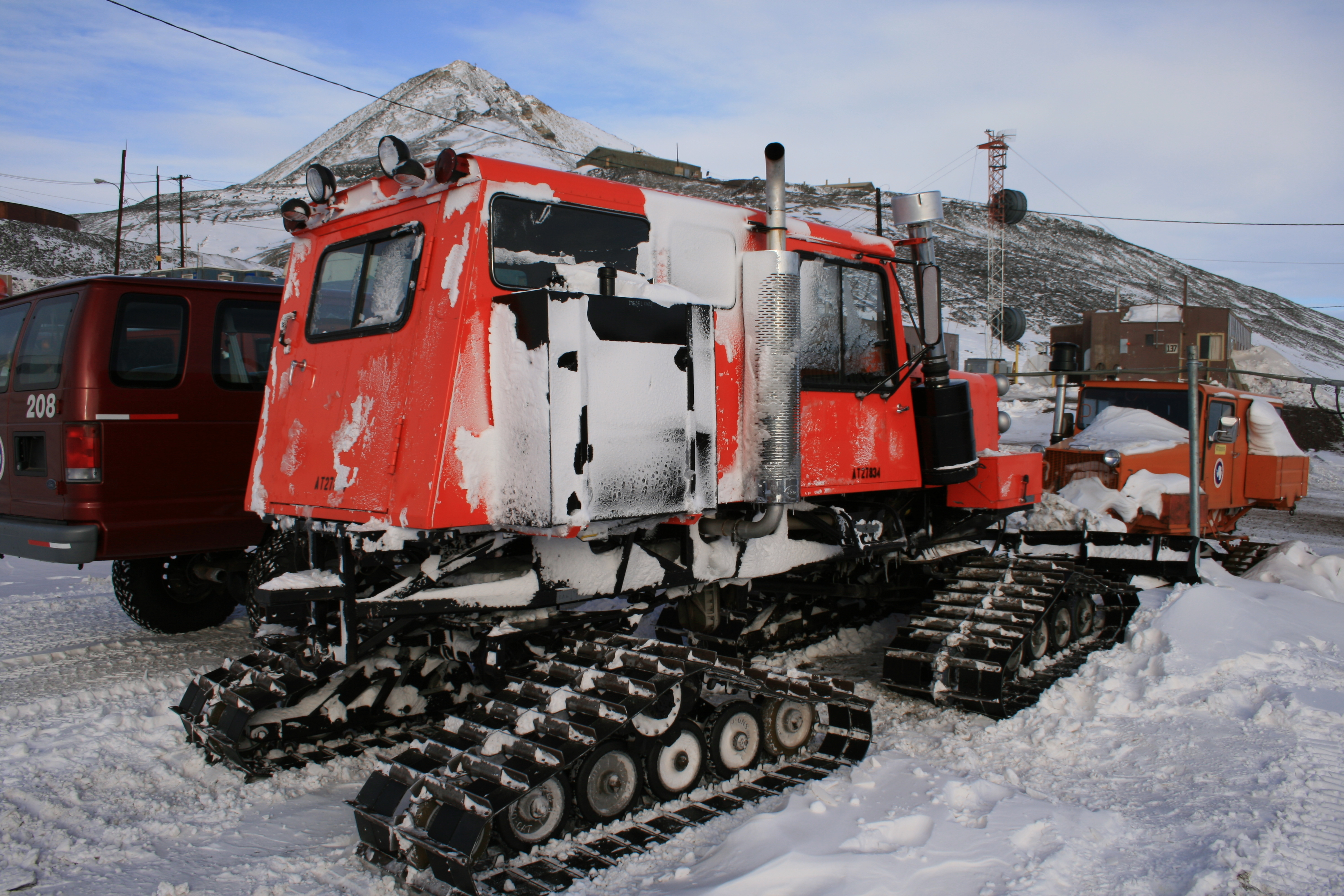
На станції Мак-Мердо
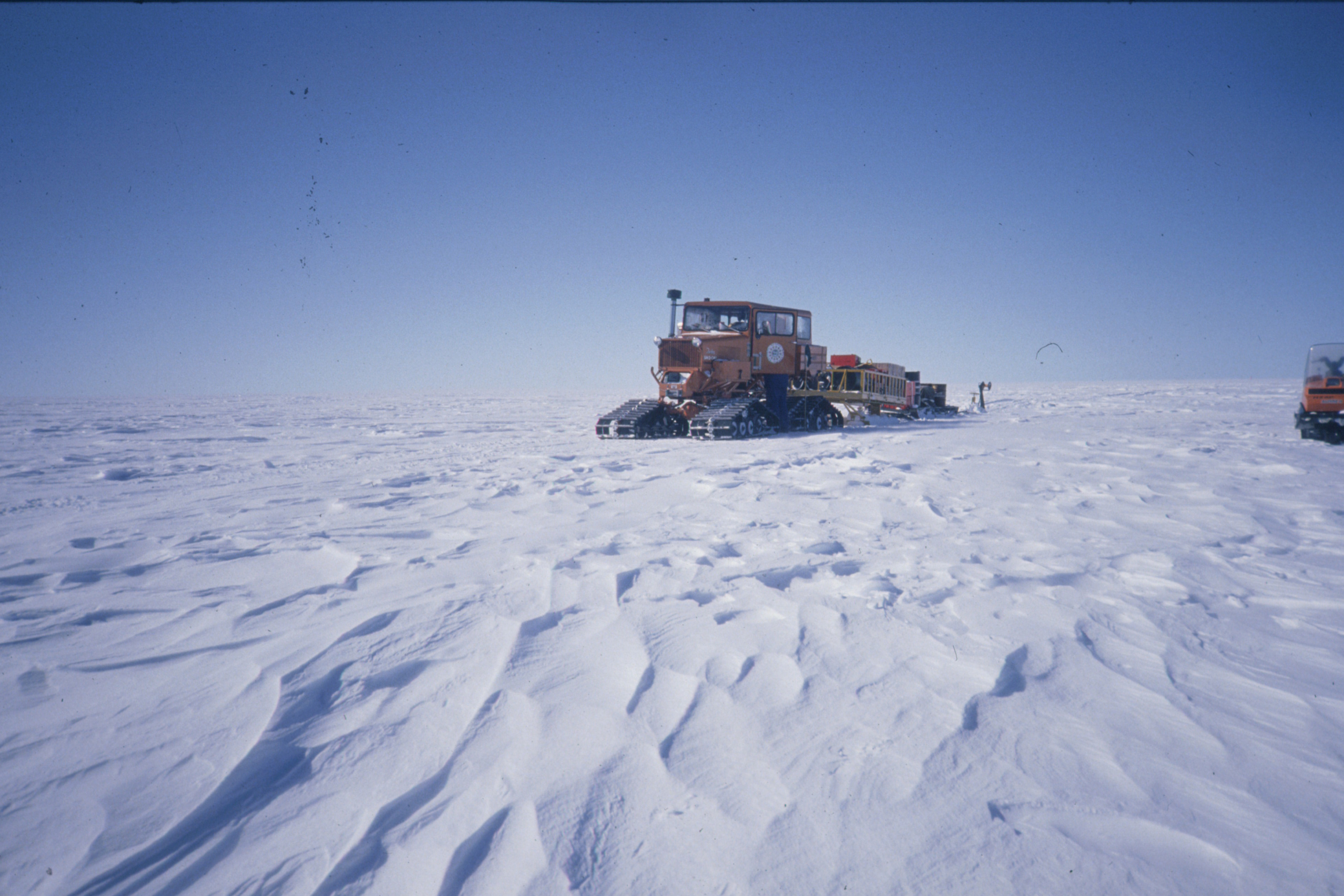
Тягач на Полярному плато